# بندكت الأول
البابا بندكت الأول (باللاتينية: Benedictus I) هو بابا الكنيسة الكاثوليكية في الفترة من 2 يونيو 575 إلى 30 يوليو 579.
بعد وفاة البابا يوحنا الثالث ظل كرسي البابا شاغرًا ما يقرب من أحد عشر شهرًا بسبب انقطاع الاتصالات مع الإمبراطور البيزنطي في القسطنطينية بسبب تمرد اللومبارديين الذي تسبب في تأخر وصول المرسوم الإمبراطوري بإقرار انتخاب البابا بندكت الأول إلى 2 يونيو 575.
في ديسمبر قام بندكت الأول برسامة خمسة عشر قسًا وثلاثة شمامسة وتكريس أحد عشر أسقفًا.
في عهد بندكت الأول حلت مجاعة في أعقاب الدمار الذي خلفه اللومبارديون، ويستفاد من الكلمات القليلة التي دونت في كتاب الأحبار (باللاتينية: Liber Pontificalis) عن عهد بندكت الأول أن البابا توفي أثناء جهوده لمواجهة هذه الكوارث المتلاحقة.
دفن بندكت الأول في دهليز غرفة مقدسات كاتدرائية القديس بطرس القديمة.
حمل ستة عشر بابا وثلاثة بابوات مزيفين على الأقل اسم بندكت، غير أن معظمهم لم يتسموا بهذا الاسم تبركًا بالبابا بندكت الأول (أول من حمل هذا الاسم) بل تبركًا بالقديس بندكت النورسي (باللاتينية: Benedictus de Nursia) مؤسس نظام القديس بينديكت الرهباني (عاش بين عامي 480 و547)، ومن هؤلاء البابا بندكت السادس عشر، الذي صرح عقب انتخابه بأنه تأثر بالبابا بندكت الخامس عشر (الذي رأس الكنيسة إبان الفوضى التي أحدثتها الحرب العالمية الأولى) وبالقديس بندكت النورسي.